# 의룡
《의룡》(医龍-Team Medical Dragon-)은 나가이 아키라 (永井 明)가 원안, 요시누마 미에 (吉沼 美恵)가 의료 감수, 노기자카 타로 (乃木坂 太郎)가 그림을 그린 일본의 의료를 소재로 한 청년 만화, 또는 이를 원작으로 한 텔레비전 드라마이다.

## 만화
2002년부터 《빅 코믹 슈페리어》에서 연재됐으며, 2011년 4월호에서 완결됐다. 2004년 제50회 쇼가쿠칸 만화상 (일반부문)을 수상했다.

## 드라마

### 의룡 -Team Medical Dragon-
2006년 4월 13일부터 6월 29일까지, 후지 TV 계열에서 매주 목요일 22:00 ~ 22:54에 방송. 전 11회(첫회와 최종회는 15분 확대로, 23:09까지 방송. 6월 22일은, 사커 W배 특별 프로그램, 및 체코VS이탈리아전을 중계해 방송 휴지). 평균 시청률은 14.8%. 최고 시청률은 최종회의 17.2%. 주연은 사카구치 켄지.

### 의룡 -Team Medical Dragon- 2
2007년 10월 11일부터 12월 20일까지 후지 TV 계열에서 매주 목요일 22:00 ~ 22:54에 방송. 전 11회(첫회는 21:00 ~ 23:18의 2시간 18분, 최종화는 22:00 ~ 23:09의 15분 확대판).

### 의룡 -Team Medical Dragon- 3
2010년 10월 14일부터 12월 16일까지 후지 TV 계열에서 매주 목요일 22:00 ~ 22:54에 방송. 전 10회(첫회는 21:00 ~ 23:08, 최종회는 22:00 ~ 23:09까지의 확대).

### 의룡 -Team Medical Dragon- 4
2014년 1월 9일부터 3월 20일까지 후지 TV 계열에서 매주 목요일 22:00 ~ 22:54에 방송.